# 隈部親泰
隈部 親泰（くまべ ちかやす、生年不詳 - 天正16年（1588年））は、戦国時代から安土桃山時代の肥後国国人。別名は親安。源次郎、式部大輔。資料によっては山鹿親安とも。隈府城主、城村城主。

## 生涯
隈部親永の子で、父によって城村城に配された。当時の所領は1,900町と推定される。天正12年（1584年）9月に島津氏が肥後に侵攻してくると、同月14日に城氏を通じて島津方に投降を打診し、まもなく人質を出してその傘下に入った。天正15年（1587年）6月、九州征伐終了後に豊臣秀吉によって元の所領からは大幅に削られた900町を安堵された。
同年、父と共に肥後の新領主佐々成政に反旗を翻し、肥後国人一揆の中心人物として肥後北部の反乱の中核を担った。山鹿重安・有働兼元らと共に城村城に籠城したが、同年末には安国寺恵瓊の勧めで開城した。降伏後は毛利氏に預けられ、翌年豊前国小倉にて有働兼元らと共に処刑された。
法名は泰雲。